# سيليا نيومان
سيليا نيومان (بالإنجليزية: Celia Newman)‏ هي ممثلة أمريكية، ولدت في 21 أكتوبر 1968 في ولاية غواناخواتو في المكسيك.

## وصلات خارجية
- سيليا نيومان على موقع IMDb (الإنجليزية)
- سيليا نيومان على موقع قاعدة بيانات الفيلم (الإنجليزية)